# Clossiana hyperlampra
Clossiana hyperlampra är en fjärilsart som beskrevs av Hans Fruhstorfer 1907. Clossiana hyperlampra ingår i släktet Clossiana och familjen praktfjärilar. Inga underarter finns listade i Catalogue of Life.